# Lacquer
Lacquer è un singolo del gruppo musicale svedese Katatonia, pubblicato il 31 gennaio 2020 come primo estratto dall'undicesimo album in studio City Burials.

## Descrizione
Si tratta di un brano atipico all'interno dell'album a causa delle sonorità richiamanti il pop progressivo, caratterizzandosi per la sola presenza della voce di Jonas Renkse e di una base prevalentemente elettronica. Secondo quanto spiegato da Renkse stesso, la scelta di pubblicarlo come singolo apripista di City Burials è stata volontaria e volta a far instaurare discussioni tra i fan:

## Tracce
Testi e musiche di Jonas Renkse.
1. Lacquer – 4:42

## Formazione
Gruppo
- Jonas Renkse – voce, arrangiamento
- Anders Nyström – arrangiamento
- Roger Öjersson – arrangiamento
- Niklas Sandin – arrangiamento
- Daniel Moilanen – arrangiamento

Altri musicisti
- Joakim Karlsson – programmazione della batteria

Produzione
- Anders Nyström – produzione, direzione artistica
- Jonas Renkse – produzione, direzione artistica
- Anders Eriksson – coproduzione tastiera, programmazione, montaggio
- Karl Daniel Lidén – ingegneria del suono
- Jacob Hansen – missaggio, mastering